# Ґостунь
Ґостунь (пол. Gostuń) — село в Польщі, у гміні Островіте Слупецького повіту Великопольського воєводства.
Населення — 165 осіб (2011).
У 1975-1998 роках село належало до Конінського воєводства.

## Демографія
Демографічна структура станом на 31 березня 2011 року:
|          | Загалом | Допрацездатний вік | Працездатний вік | Постпрацездатний вік |
| -------- | ------- | ------------------ | ---------------- | -------------------- |
| Чоловіки | 80      | 22                 | 49               | 9                    |
| Жінки    | 85      | 9                  | 49               | 27                   |
| Разом    | 165     | 31                 | 98               | 36                   |